# Stadionul Moldova (Roman)
Stadionul Moldova este un stadion multifuncțional din Roman, județul Neamț, România. Este terenul propriu al echipei de fotbal CSM Roman și are o capacitate de 100 de locuri pe scaune.
Stadionul Moldova a fost reorganizat în 2020, când aproape întregul stadion (cu excepția zonei VIP) a fost demolat, ca urmare a degradării avansate. Zona tribunelor a fost însămânțată cu iarbă și au fost plantați copaci, în prezent fiind în construcție trei tribune mai mici (două de 500 de locuri și una de 1.000 de locuri).
Înainte de demolare, stadionul avea o capacitate de 25.000 de locuri, fiind unul dintre cele mai mari din țară.

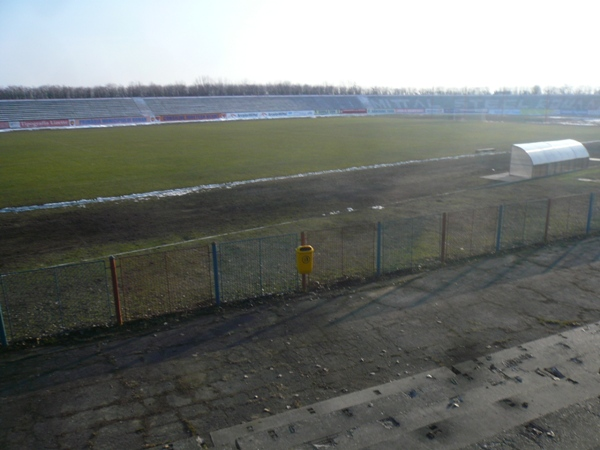
Stadionul înainte de demolare